# Distintivo de Tripulação da Luftwaffe
O Distintivo de Tripulação (em alemão:  Fliegerschaftsabzeichen) da Luftwaffe foi uma condecoração militar da Alemanha Nazi atribuída a militares da Deutscher Luftsportverband, uma organização criada pelo Partido Nacional-Socialista em Março de 1933 para estabelecer uma base de instrução para futuros pilotos. Esta organização transformou-se no que mais tarde seria definido como a Luftwaffe. O seu presidente era o futuro comandante-em-chefe da Luftwaffe, Hermann Göring, e o seu vice-presidente era Ernst Röhm. Sendo que o Tratado de Versalhes proibia a Alemanha de construir aviões de caça, esta organização usava planadores para treinar os seus homens, que à época ainda eram considerados civis. Foi o primeiro distintivo militar da Luftwaffe.